# Iwama-ryū
L'Iwama-ryū (岩間流?; letteralmente "Scuola di Iwama"), noto anche come Takemusu Aikidō o Dentō Iwama-ryū, è uno stile di aikidō che il fondatore di quest'arte marziale giapponese, Morihei Ueshiba (noto anche come Ōsensei), praticò a Iwama, nell'Ibaraki dōjō, ove si trasferì per studiare i propri principi filosofici e per perfezionare l'arte da lui creata.
In realtà il termine "Iwama-ryū" non venne creato da Morihei Ueshiba, bensì venne definito successivamente da Morihiro Saitō (Saitō Sensei): fu coniato per la prima volta durante un incontro con Paolo Corallini e lo storico dell'aikidō Stanley Pranin a partire dagli anni 1980, quando decise di creare una rete di allievi che direttamente seguissero la rigorosa pedagogia di Iwama.
L'Iwama-ryū, in tutte le sue principali espressioni e variazioni, è caratterizzato dall'uso del bokken (spada in legno) e del jō (bastone), dall'enfasi posta nella relazione presente fra aiki-ken (tecniche di aikidō col bokken), aiki-jo (tecniche di aikidō col jō) e tai-jutsu (tecniche di aikidō a mani nude) e da uno studio scrupoloso del kihon.
L'Iwama-ryū è uno dei pochissimi stili che studia le tecniche di "buki waza" facenti parte dell'aikidō del fondatore. L'insegnamento fedele delle tecniche del fondatore, che comprende in modo fondamentale anche lo studio delle armi (Ken, jō e tantō) hanno attribuito a questo stile l'appellativo di  Dentō Aikidō (letteralmente "aikidō tradizionale").

## Storia
Per meglio capire cosa differenzia l'Iwama-ryū dagli altri stili praticati nel mondo bisogna considerare il fatto che non ci fu una vera e propria crescita internazionale dell'aikidō fino al termine della seconda guerra mondiale. L'arte così come viene praticata oggi nella maggior parte dei dōjō deriva dalle interpretazioni di famosi maestri e non direttamente dal suo fondatore. A partire dagli anni 1950 costoro introdussero le loro modifiche personali all'arte. La ragione di ciò è facilmente spiegabile con gli eventi collegati alla seconda guerra mondiale, al lungo periodo di ritiro volontario di Morihei Ueshiba ad Iwama e al fatto che il figlio del fondatore iniziò in quel tempo a dedicarsi sempre più al quartier generale dell'Aikikai a Tokyo (Honbu Dōjō). Quasi tutti i vecchi allievi che praticavano ad Iwama si allontanarono dal dōjō (molti durante la guerra, altri subito dopo).
La vita ad Iwama era molto dura in quel tempo: c'era scarsità di cibo e bisognava lavorare sodo per procurarsi di che vivere. Morihiro Saitō restò sempre vicino a Morihei Ueshiba in quegli anni difficili, aiutandolo anche nei lavori più umili. Anche se fu una vita piena di sacrifici, Morihiro Saitō ebbe così la fortuna di trascorrere oltre 24 anni con Morihei Ueshiba, che si fidava completamente del suo fedele e devoto allievo e gli insegnava tutto sia dal punto di vista tecnico che teorico. Morihiro Saitō non si permise mai di interpretare ciò che aveva ricevuto da Morihei Ueshiba, limitandosi a memorizzare, a studiare e ad aiutare il suo maestro.
Il primo sōke (capo scuola) dell'Iwama-ryū fu dunque Morihiro Saitō, 9º Dan Shihan Aikikai, l'allievo più duraturo, fedele e devoto di Morihei Ueshiba. Alla morte di quest'ultimo, Saitō acquisì i titoli di dōjō cho (maestro principale del dōjō) dell'Ibaraki dōjō e di custode dell’Aiki Jinja, il tempio dell'aikidō costruito da Ueshiba.
Ancora in vita, Morihiro Saitō trasmise il titolo di dōjō cho al figlio Hitohiro Saitō. Ma dopo la morte del padre, avvenuta il 13 maggio 2002, fu invitato dalla famiglia Ueshiba a riconsegnare il titolo di "capo dell'Ibaraki dōjō" all'aikikai e cessare di usare il titolo di "custode del santuario dell'aiki". Inoltre gli fu chiesto di non assegnare i famosi certificati Iwama-ryū se fosse rimasto all'interno dell'organizzazione aikikai.
Hitohiro Saitō rispose che era già sua intenzione lasciare la guida dell'Ibaraki dōjō ai legittimi proprietari (gli eredi Ueshiba), per cui la prima e seconda richiesta lo trovarono d'accordo. Per quanto riguarda la terza, Hitohiro Saitō rispose che, avrebbe accettato solo se ufficialmente venisse dichiarato che ad Iwama si insegnava l'aikidō del fondatore, visto che l'aikidō dell'Aikikai non prevedeva più lo studio delle armi, per stessa ammissione del doshu Moriteru Ueshiba. Questo annuncio non fu mai fatto ed allora una buona parte degli allievi del padre (Alessandro Tittarelli, Tristao da Cuna, Stephanie Yap, Kajiwara Rye, Akimasa Watanabe) seguirono Hitohiro Saitō in quella che oggi è denominata Iwama Shinshin Aiki Shurenkai allo scopo di preservare intatti gli insegnamenti di Morihiro Saitō.
Alla morte di Morihiro Saitō, parte dei suoi allievi più anziani, facenti riferimento ai due unici 7º Dan che Saitō avesse lasciato e da lui nominati nel maggio 2001 suoi rappresentanti ufficiali, ossia Paolo Corallini e Ulf Evenås, decisero invece di proseguire e conservare la pedagogia del compianto maestro attraverso le numerose "Takemusu Aikido Association" nazionali, pur rimanendo, all'interno dell'Aikikai Foundation. Negli USA vi è la Takemusu Aikido Association di Bill Witt, la A.A.A. American Aikido Association fondata da Fumio Toyoda e la Division I of the California Aikido Association.
L'Iwama Shin Shin Aiki Shurenkai, la principale organizzazione non-aikikai, per distinguere il proprio Iwama-ryū da quello di altre associazioni preferisce chiamarlo più propriamente Dentō Iwama-ryū ("scuola tradizionale di Iwama").
Hitohiro Saitō ha affermato di voler continuare ad insegnare l'aikidō trasmessogli dal padre, proseguendo altresì nello studio personale della pedagogia e della disciplina sviluppando la disciplina nel rispetto dei principi autentici e originari dell'aikidō di Ōsensei.

## Diffusione in Italia
L'Iwama-ryū si è diffuso in Italia grazie a Paolo Corallini, che nel 1984 si recò per la prima volta in Giappone col preciso scopo di conoscere Morihiro Saitō. Dopo averlo incontrato ed essersi fatto accettare da lui come "uchi deshi" (allievo interno), Corallini si accorse che l'aikidō da lui appreso fino ad allora era esteticamente fluido, ma non molto efficace, pertanto ricominciò da zero lo studio dell'aikidō seguendo gli insegnamenti di Morihiro Saitō. Alla fine di questo primo soggiorno in Giappone, Morihiro Saitō chiese a Corallini quale fosse la sua impressione sull'Iwama-ryū, ed egli rispose che avrebbe fatto tutto il possibile per far conoscere l'"aikidō di Iwama" in Italia.
Poco dopo Corallini invitò per la prima volta Morihiro Saitō a dirigere un Koshukai in Italia; egli accettò e così nel febbraio 1985 Saitō Sensei arrivò per la prima volta in Europa Centrale. Questo primo seminario, svoltosi a Torino, fu un vero e proprio shock benefico per il mondo dell'aikidō e servì in modo determinante a far conoscere l'aikidō tradizionale di Iwama in Europa. Tutti i partecipanti rimasero affascinati dalla personalità e dalla grande pedagogia di Saitō Sensei, il quale dall'alto del suo livello tecnico riusciva con semplicità e razionalità ad insegnare in modo accessibile a tutti, dal principiante al più esperto. Dopo quel primo Koshukai nel 1985, a cui presero parte anche persone di altre nazioni europee, Corallini ha invitato ogni anno in Italia Morihiro Saitō, creando così un vero e proprio nucleo di sviluppo dell'Iwama-ryū in Europa.
Da allora Corallini si è recato in Giappone tutti gli anni per studiare sotto la direzione di Saitō Sensei ed inoltre lo ha seguito in molte altre nazioni del mondo per essergli vicino il più possibile e progredire tecnicamente. Morihiro Saitō capì che poteva contare sul suo allievo italiano e fidarsi di lui, così lo incaricò di rappresentarlo nell'Europa Centrale, nell'Europa Meridionale ed in Africa, lo autorizzò ad esaminare i propri allievi ed a conferire loro gradi Dan Aikido fino al 5º Dan; successivamente lo insignì del più alto grado di Buki Waza, nominandolo esaminatore anche per tali gradi. Nel 2001 Morihiro Saitō conferì personalmente a Corallini durante il seminario internazionale di Roma il 7° Dan Iwama-ryū, il più alto grado da lui attribuito nel mondo.
La prima associazione di Iwama-ryū fondata in Italia fu la Iwama Ryu Italy, creata da Paolo Corallini nel 1985 e ridenominata nel settembre 2002 Takemusu Aikido Association Italy (TAAI). Quest'associazione è sempre stata l'unica in Italia autorizzata ufficialmente da Morihiro Saitō a rappresentarlo, e Corallini l'unico a poter conferire personalmente gradi Iwama-ryū. Praticamente tutti gli associati della TAAI sono anche membri dell'Aikikai Foundation. Tuttavia la TAAI non è un'associazione interna all'Aikikai di Tokyo, bensì un'associazione autonoma ed esterna, che però è allineata, per quanto riguarda il sistema di gradi, all'Aikikai Foundation.
Altre associazioni che praticano e diffondono l'Iwama-ryū in Italia sono l’Iwama Shin Shin Aiki Shurenkai Italia (dipendente dall’Iwama Shin Shin Aiki Shurenkai), il cui presidente e direttore tecnico è Alessandro Tittarelli, 8° Dan Dentō Iwama-ryū (conferito da Hitohiro Saitō, figlio di Morihiro), e la F.E.S.I.K. e D.A., il cui maestro Giuseppe Lisco (7º Dan F.E.S.I.K. e D.A.) è direttore tecnico Nazionale del settore aikidō Iwama-ryū della UISP. Inoltre alla fine del 2007 il maestro Giorgio Oscari (7º Dan F.E.S.I.K. e D.A., 5º Dan Iwama-ryū e 6º Dan Aikikai, 5 Mokuroku Bukiwaza) ha fondato a causa di alcune divergenze con i vertici F.E.S.I.K. l'Associazione Takemusu Aiki Giorgio Oscari con l'acronimo di Atago, che è anche il nome del sito di un santuario shintoista nei pressi di Iwama in Giappone.